# Гротон (Массачусетс)
Гротон (англ. Groton) — місто (англ. town) в США, на північному заході округу Міддлсекс штату Массачусетс. Населення — 11 315 осіб (2020).

## Демографія
Згідно з переписом 2010 року, у місті мешкало 10 646 осіб у 3753 домогосподарствах у складі 2867 родин. Було 3989 помешкань
Расовий склад населення:
| - 95,0 % — білих - 2,8 % — азіатів - 0,4 % — чорних або афроамериканців - 0,1 % — корінних американців |

До двох чи більше рас належало 1,4 %. Частка іспаномовних становила 1,8 % від усіх жителів.
За віковим діапазоном населення розподілялося таким чином: 28,7 % — особи молодші 18 років, 61,6 % — особи у віці 18—64 років, 9,7 % — особи у віці 65 років та старші. Медіана віку мешканця становила 42,5 року. На 100 осіб жіночої статі у місті припадало 97,8 чоловіків; на 100 жінок у віці від 18 років та старших — 94,6 чоловіків також старших 18 років.
Середній дохід на одне домашнє господарство становив 145 285 доларів США (медіана — 123 918), а середній дохід на одну сім'ю — 162 123 долари (медіана — 141 667). Медіана доходів становила 107 400 доларів для чоловіків та 70 709 доларів для жінок. За межею бідності перебувало 4,3 % осіб, у тому числі 1,4 % дітей у віці до 18 років та 5,2 % осіб у віці 65 років та старших.
Цивільне працевлаштоване населення становило 5739 осіб. Основні галузі зайнятості: науковці, спеціалісти, менеджери — 27,6 %, освіта, охорона здоров'я та соціальна допомога — 20,2 %, виробництво — 14,5 %.